# دوچو ۱۱۶۲۱
سیارک ۱۱۶۲۱ (به انگلیسی: 11621 Duccio، نامگذاری:1996PJ5) یازده هزار و ششصد و بیست و یکمین سیارک کشف شده‌است که در ۱۵ اوت ۱۹۹۶ کشف شد.
قدر مطلق سیارک برابر ۱۳٫۳۰ است.